# 萬壽臺

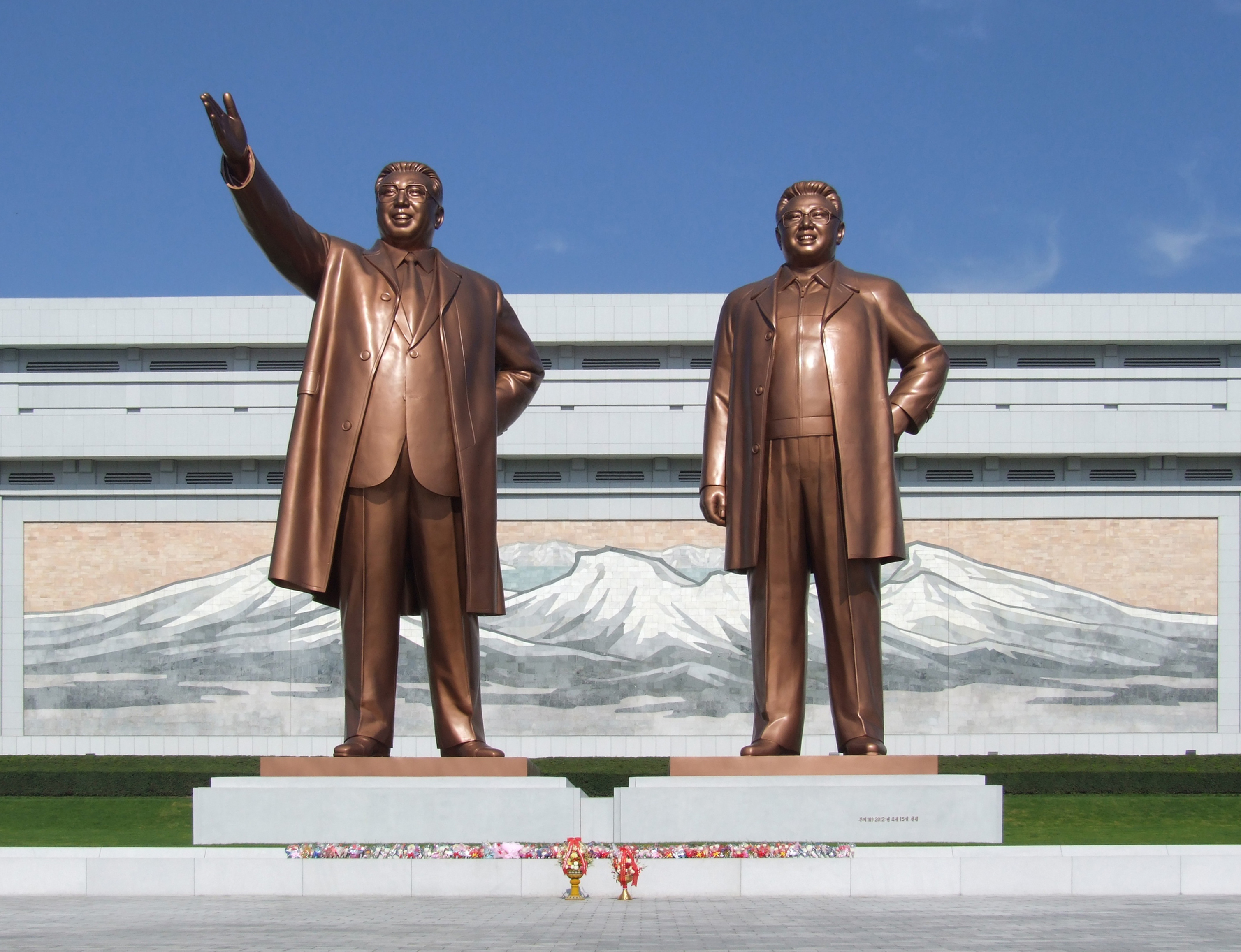
萬壽臺大紀念碑廣場上的金日成與金正日父子銅像。

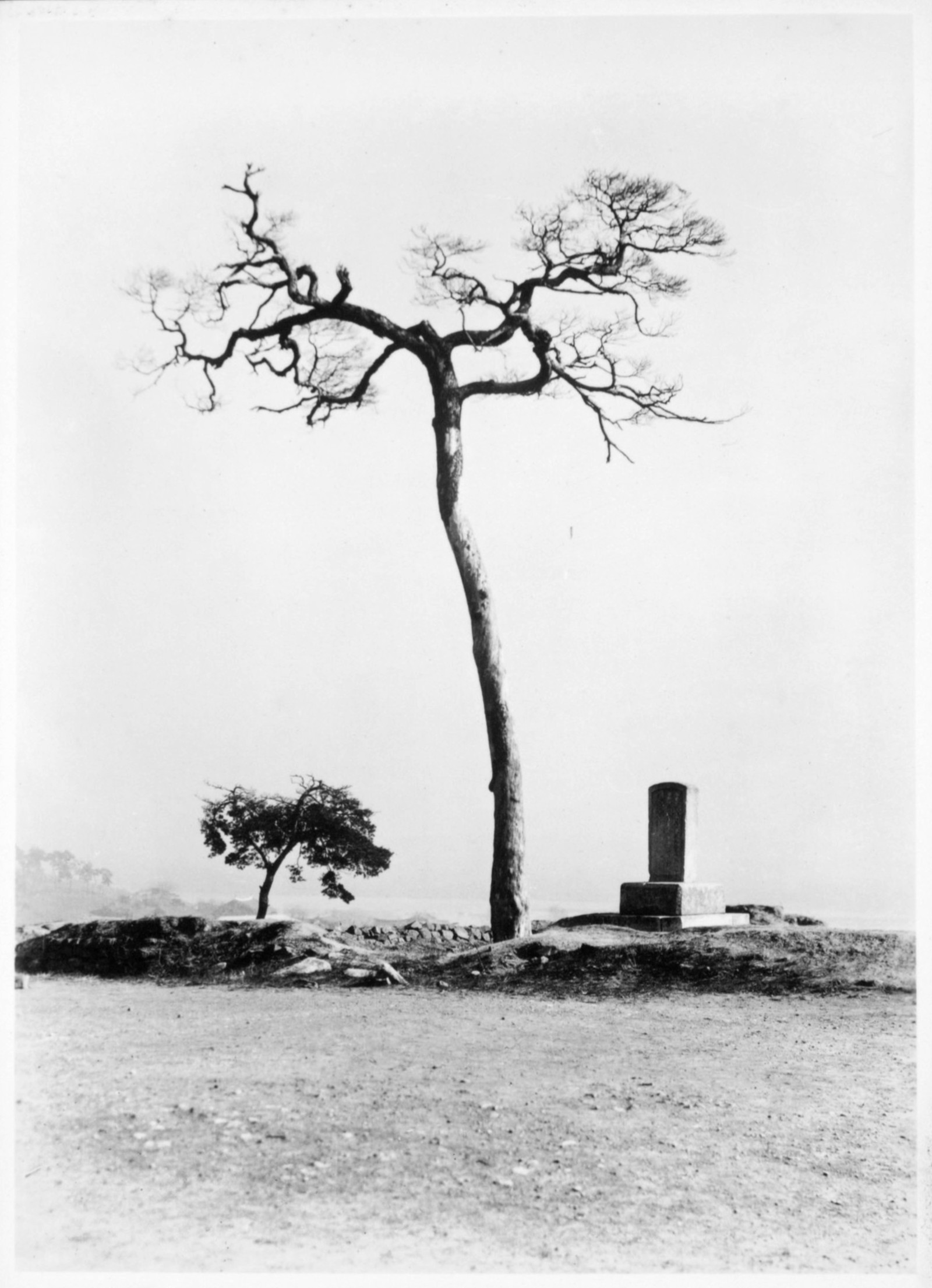
萬壽臺（1927年）

萬壽臺（朝鲜语：／）是位於朝鮮民主主義人民共和國平壤直轄市中區大同江西岸的一片丘陵地。在此設有多個朝鮮地標式勝跡，具有政治象徵意義。萬壽台亦爲北韓民衆在新婚之際，最熱門的拍照取景地點之一。

## 相关历史
1978年9月，中國领导人邓小平访问朝鲜，出席朝鲜民主主义人民共和国建国30周年的庆祝活动，期间朝鲜方面安排邓参观金日成万寿台雕像。邓此时在国内正试图去除对毛泽东的个人崇拜，看到该雕像十分巨大且表面镀金，感到极为震惊，他私下对朝鲜人说这个雕像是他见过的最浪费的东西之一，并对金日成把中国给朝鲜的援助用在这样的事上深感恼火:323:196。

## 地標

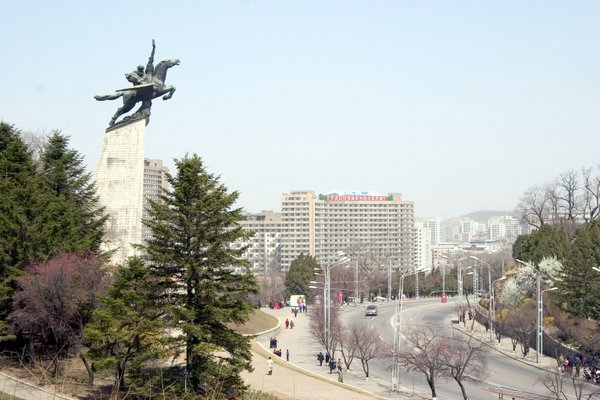
千里馬銅像
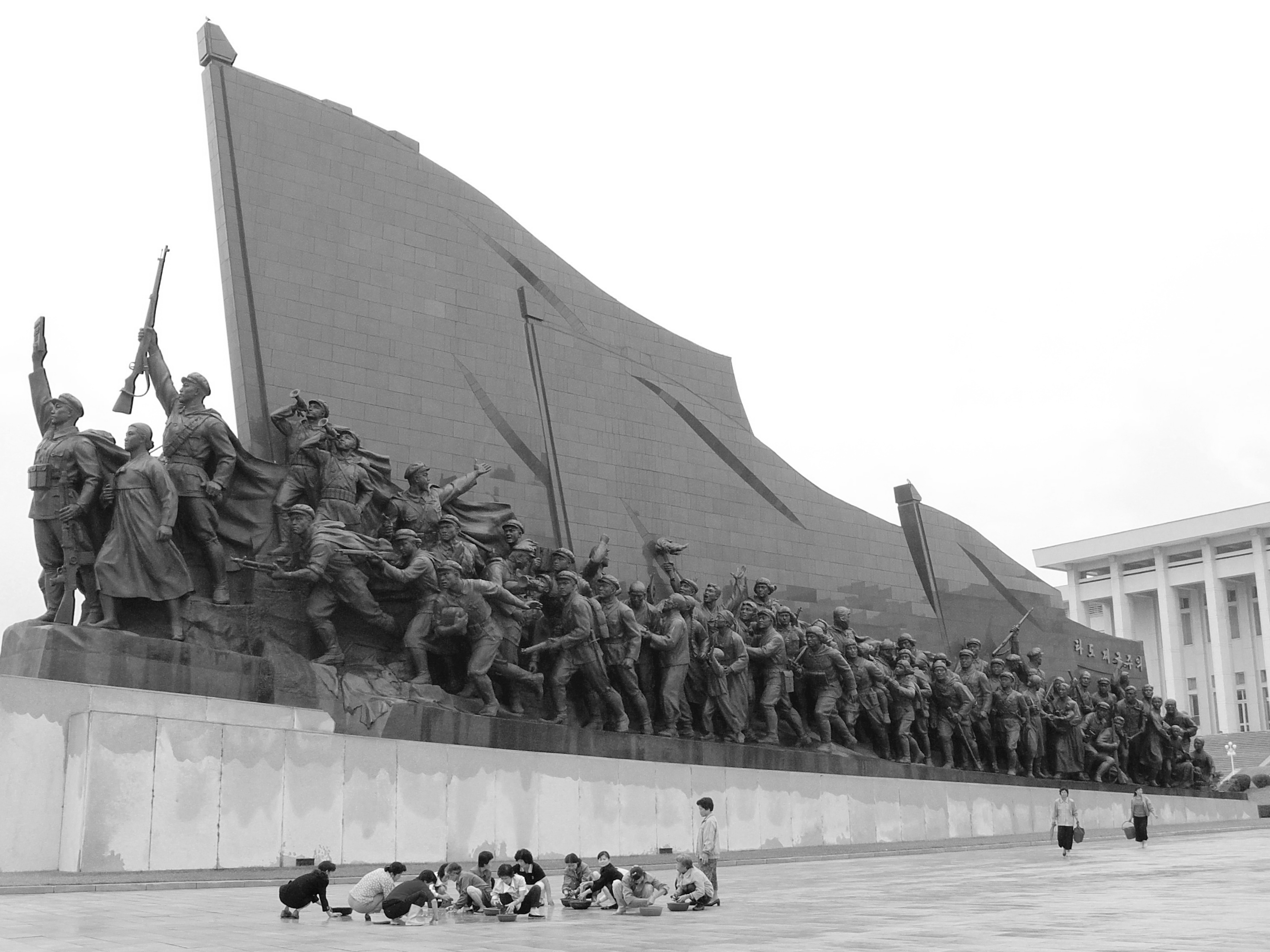
萬壽臺大紀念碑

## 機構
- 萬壽臺議事堂
- 萬壽臺創作社
- 萬壽臺藝術劇院
- 萬壽臺革命學院
- 朝鮮革命博物館